# PCSX-Reloaded
A PCSX egy szabad játékkonzol emulátor amely lehetővé teszi a PlayStation konzolhoz tervezett játékok és perifériák használatát különböző személyi számítógépeken. Jelenleg több operációs rendszeren is elérhető; Microsoft Windows, Mac OS X, Xbox, a Dreamcast játékkonzol és több Linux-disztribúció számára készült portjai léteznek. A PCSX a GPL licenc alatt publikált szabad szoftver.

## Történet
Az emulátor első változatát PC-re bocsátották ki, 2000 augusztus 31-én. A hivatalos fejlesztés 2003. szeptember 17-én megszűnt, a fejlesztők ettől kezdve egy új PlayStation 2 emulátor, a PCSX2 kifejlesztésén kezdtek dolgozni.
PCSX-df: 2006-ban a PCSX fejlesztés egy mellékágaként létrejött projekt, ami kifejezetten a Linux platformra történő fejlesztést tűzte ki céljául. Ebben a változatban újabb lehetőségek jelentek meg, egyszerűsödött a felület és sok hibát javítottak. Az 1.10 sz. verziót 2009. március 29-én adták ki.
A PCSX-Reloaded egy 2009 közepén indult újabb projekt, amely a PCSX-df fejlesztési vonal eredményein alapul, de attól független; főleg a hibák javítását tűzte ki céljául, miközben támogatja a Windows és Mac OS X kompatibilitást a Linux mellett.

## Jellemzők
A PCSX támogatja a hálózatban történő játékot és a külső pluginok használatát, az ePSXe emulátorhoz hasonlóan. Emellett a PCSX szimulálja a PlayStation BIOS funkcionalitását és ebből következően a futtatáshoz nincs szükség külön fájlban elérhető BIOS képre; amivel elhárítja a BIOS-szal kapcsolatos legalitási problémákat.

## Portok
- Windows
- Mac OS X
- Linux
- Dreamcast
- Xbox
- Wii
- GP2X Wiz
- PS3

## Kompatibilitás
A PCSX kompatibilitása igen jó, összemérhető az ePSXe-ével. Ha egy játék valamiért nem vagy hibásan működik, akkor a javítás a játékosra vagy a felhasználóra van bízva ("csináld magad"); a szoftvert hivatalosan nem fejlesztik tovább, de a nyílt forrás elérhető bárki számára.